# Beselich
Beselich ist eine Gemeinde im Landkreis Limburg-Weilburg in Hessen (Deutschland).

## Geographie

### Geographische Lage
Beselich liegt am nordöstlichen Rand des Limburger Beckens, am Rand des Lahntals, am Südosthang des Westerwaldes 220 m über NN in Mittelhessen. Schon von weitem sichtbar ist der Beselicher Kopf (296 m). Die Bäche Tiefenbach, Kerkerbach, Brandbach und Schupbach durchfließen das Gemeindegebiet.
Die Gesamtfläche der Gemeinde von 31,53 km² ist folgendermaßen aufgeteilt:

### Geologie
Die Landschaft ist teilweise bewaldet und geprägt durch Marmor-, Ton-, Basalt- und Eisenerzvorkommen. Bis in die heutige Zeit wird in der Gemarkung Obertiefenbach Ton abgebaut. Der schwarze Marmor aus der Gemarkung Schupbach wird weltweit verwendet, unter anderem wurde dieser im Empire State Building in New York City verbaut.

### Ortsteile
Der Sitz der Gemeindeverwaltung befindet sich im Ortsteil Obertiefenbach. Die vier Ortsteile der Gemeinde Beselich nach Einwohnerzahlen:
| Nr. | Ortsteil         | Einwohner | ! Gemarkungs- fläche [km²] |
| --- | ---------------- | --------- | -------------------------- |
| 1   | Obertiefenbach   | 2.866     | 12,25                      |
| 2   | Schupbach        | 1.057     | 8,10                       |
| 3   | Niedertiefenbach | 997       | 5,45                       |
| 4   | Heckholzhausen   | 981       | 5,70                       |

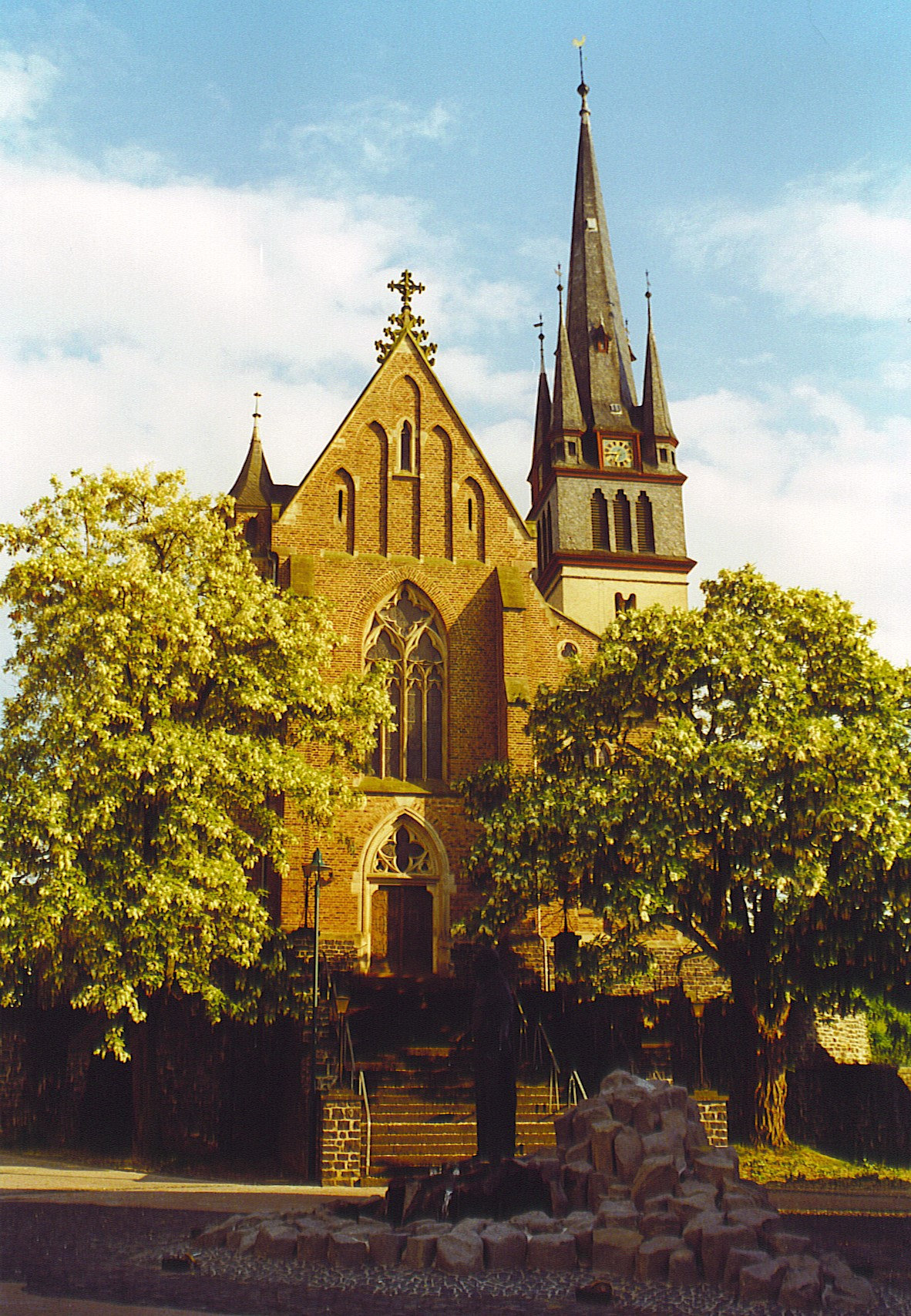
Kath. Kirche „St. Ägidius“ zu Obertiefenbach
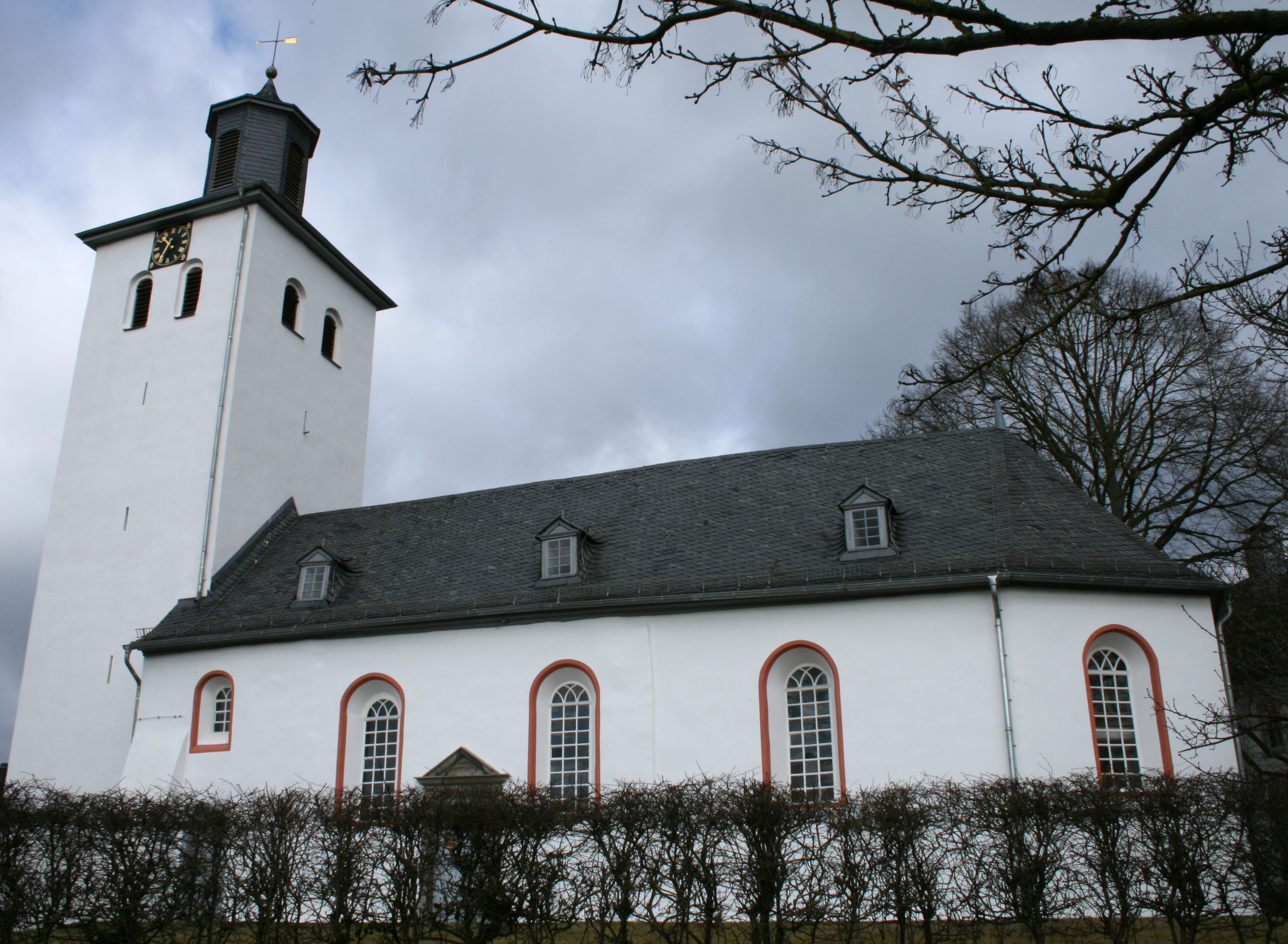
Evangelische Pfarrkirche in Schupbach
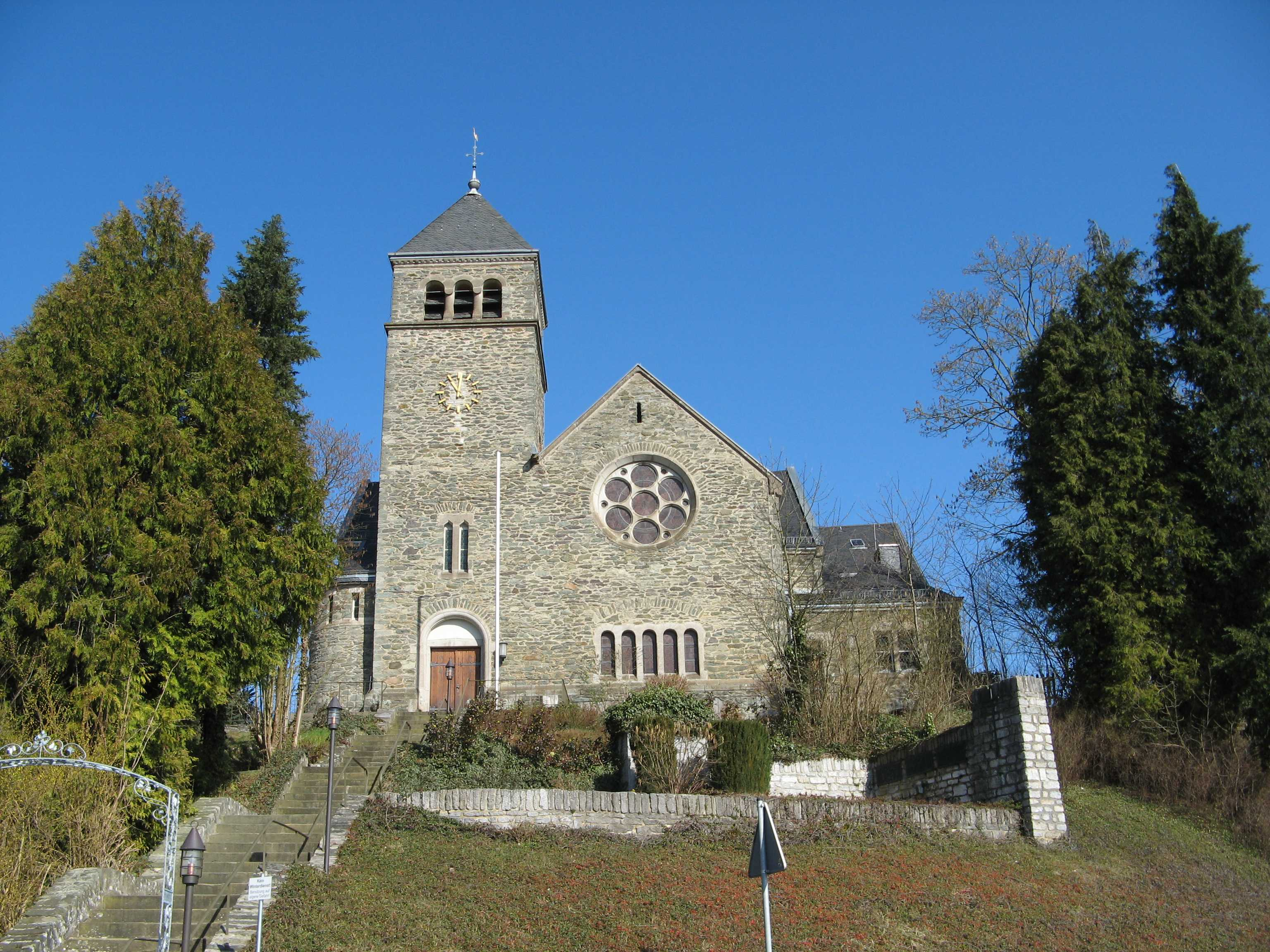
Evangelische Pfarrkirche in Heckholzhausen
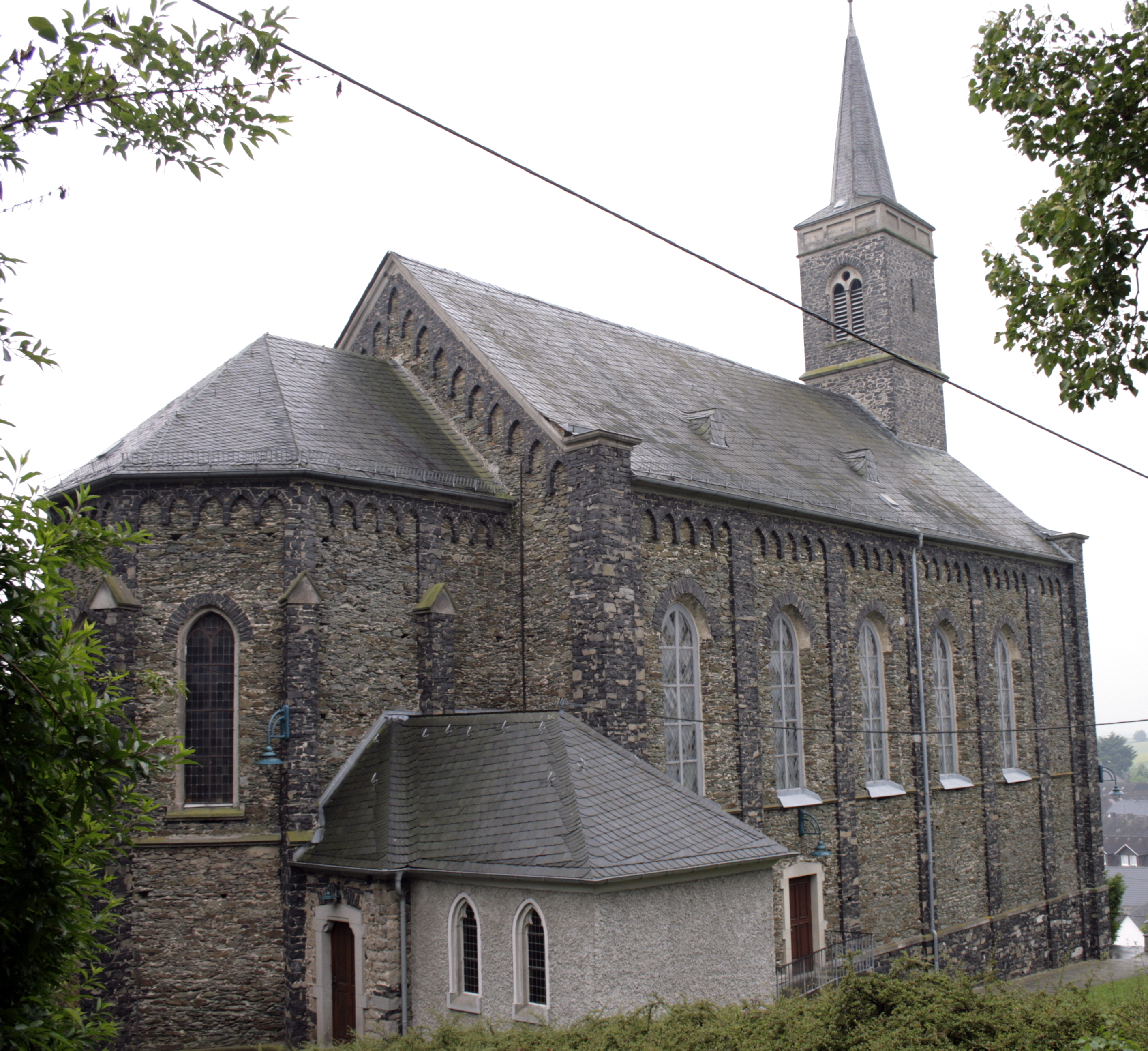
Kath. Kirche „St. Marien“ Niedertiefenbach

Bis ins Spätmittelalter existierte zudem zwischen Obertiefenbach und Schupbach ein kleiner Ort „Schuy“, dessen Gelände heute ein Bestandteil der Gemarkung des Ortsteils Obertiefenbach ist.

### Nachbargemeinden und -städte
Die Gemeinde Beselich grenzt im Nordwesten an die Gemeinde Waldbrunn, im Norden an die Gemeinde Merenberg, im Nordosten an die Stadt Weilburg, im Südosten an die Stadt Runkel, im Südwesten an die Kreisstadt Limburg und im Westen an die Stadt Hadamar.
| Waldbrunn | Merenberg                                   | Weilburg |
| Hadamar   | Kompassrose, die auf Nachbargemeinden zeigt |          |
| Limburg   |                                             | Runkel   |

## Geschichte

### Gemeindebildung
Die Gemeinde Beselich entstand im Zuge der Gebietsreform in Hessen am 30. Dezember 1970 durch den freiwilligen Zusammenschluss der bis dahin selbstständigen Gemeinden Heckholzhausen, Niedertiefenbach, Obertiefenbach und Schupbach. Die neugewählte Gemeindevertretung beschloss bei ihrer Konstituierung am 26. April 1971 die Einrichtung von Ortsbezirken – mit fünf Ortsbeiräten für jeden Ortsteil – nach der Hessischen Gemeindeordnung. Sie wurden gemäß Beschluss der Gemeindevertretung vom 28. August 1973 als nicht notwendig empfunden.
Der Name rührt von der Flurbezeichnung „Beselicher Kopf“ (296 m) im Zentrum der neuen Gesamtgemeinde, der erstmals im Jahr 1156 Erwähnung fand. Auf dem Beselicher Kopf befand sich das Prämonstratenserinnenkloster Beselich, dessen Gründung von Erzbischof Hillin von Trier im Jahr 1163 bestätigt wurde. Zwischen 1170 und 1230 wurde die dreischiffige Basilika des Klosters errichtet, die heute in restaurierter Form als denkmalgeschützte Ruine erhalten ist. Im Jahr 1588 wurde das Kloster reformiert. Der heute noch landwirtschaftlich genutzte ehemalige Klosterhof ging im Jahr 1656 in Privatbesitz über. In seiner Nähe wurde 1764 bis 1767 die katholische Wallfahrtskapelle „Maria Hilf“ erbaut.
Am 1. Juli 1974 wurde Beselich durch die Zusammenfassung des Oberlahnkreises mit dem Kreis Limburg dem neuen Landkreis Limburg-Weilburg zugeordnet.

### Ereignisse in der Gemeinde
Zwischen Obertiefenbach und Heckholzhausen wurde 1975 die Kreisabfalldeponie eingerichtet, auf der 3. Juli 1989 die Main-Kraftwerke AG ein Deponiegas-Kraftwerk in Betrieb nahm. Der erstmalige Anschluss ans Erdgasnetz war am 8. Oktober 1977. Die neue Grundschule Beselich in Obertiefenbach wurde am 15. September 1983 eingeweiht. Am 19. Dezember 1990 wurde die neu erbaute Sporthalle eingeweiht, die am 12. Dezember 2015 den Namen „Georg-Leber-Halle“ erhielt.
In Obertiefenbach entstand im Mai 2000 das Seniorenzentrum „Maria Hilf“. Am 8. Oktober 2003 wurde die Teilortsumgehung Richtung Schupbach und eine Brücke über die Bundesstraße 49 eingeweiht. Im Jahr 2004 entstand das neue Investzentrum an der Bundesstraße 49 bei Obertiefenbach.

### Einwohnerentwicklung
(nur Hauptwohnungen)
| Datum             | Einwohner |
| ----------------- | --------- |
| 31. Dezember 2000 | 5727      |
| 31. Dezember 2001 | 5721      |
| 31. Dezember 2002 | 5756      |
| 31. Dezember 2003 | 5712      |
| 31. Dezember 2004 | 5698      |
| 31. Dezember 2005 | 5695      |
| 31. Dezember 2006 | 5693      |
| 31. Dezember 2007 | 5761      |
| 31. Dezember 2008 | 5700      |
| 31. Dezember 2009 | 5605      |
| 31. Dezember 2010 | 5592      |
| 31. Dezember 2011 | 5549      |
| 31. Dezember 2012 | 5507      |

| Datum             | Einwohner |
| ----------------- | --------- |
| 31. Dezember 2013 | 5559      |
| 31. Dezember 2014 | 5593      |
| 31. Dezember 2015 | 5658      |
| 31. Dezember 2016 | 5730      |
| 31. Dezember 2017 | 5729      |
| 31. Dezember 2018 | 5619      |
| 31. Dezember 2019 | 5708      |
| 31. Dezember 2020 | 5704      |
| 31. Dezember 2021 | 5715      |
| 31. Dezember 2022 | 5789      |
| 31. Dezember 2023 | 5804      |
| 31. Dezember 2024 | 5901      |

## Religionen
In der Gemeinde Beselich gibt es die zwei katholischen Kirchorte St. Ägidius Obertiefenbach und St. Marien Niedertiefenbach sowie zwei evangelische in Schupbach und in Heckholzhausen. Die katholische Wallfahrtskapelle Beselich liegt auf der in der Mitte des Gemeindegebietes befindlichen Anhöhe „Beselicher Kopf“.

## Politik

### Gemeindevertretung
Die Kommunalwahl am 14. März 2021 lieferte folgendes Ergebnis, in Vergleich gesetzt zu früheren Kommunalwahlen:
| Sitzverteilung in der Gemeindevertretung 2021Insgesamt 25 Sitze - SPD: 6 - BLB: 5 - WIR: 5 - CDU: 9 | Parteien und Wählergemeinschaften | Parteien und Wählergemeinschaften           | 2021  | 2021  | 2016  | 2016  | 2011  | 2011  | 2006  | 2006  | 2001  | 2001  |
| Sitzverteilung in der Gemeindevertretung 2021Insgesamt 25 Sitze - SPD: 6 - BLB: 5 - WIR: 5 - CDU: 9 | Parteien und Wählergemeinschaften | Parteien und Wählergemeinschaften           | %     | Sitze | %     | Sitze | %     | Sitze | %     | Sitze | %     | Sitze |
| Sitzverteilung in der Gemeindevertretung 2021Insgesamt 25 Sitze - SPD: 6 - BLB: 5 - WIR: 5 - CDU: 9 | CDU                               | Christlich Demokratische Union Deutschlands | 35,2  | 9     | 41,8  | 10    | 35,0  | 9     | 44,0  | 11    | 47,3  | 12    |
| Sitzverteilung in der Gemeindevertretung 2021Insgesamt 25 Sitze - SPD: 6 - BLB: 5 - WIR: 5 - CDU: 9 | SPD                               | Sozialdemokratische Partei Deutschlands     | 25,4  | 6     | 32,1  | 8     | 25,6  | 6     | 43,7  | 11    | 40,6  | 10    |
| Sitzverteilung in der Gemeindevertretung 2021Insgesamt 25 Sitze - SPD: 6 - BLB: 5 - WIR: 5 - CDU: 9 | BLB                               | Bürgerliste Beselich                        | 20,6  | 5     | 26,2  | 7     | 18,4  | 5     | —     | —     | —     | —     |
| Sitzverteilung in der Gemeindevertretung 2021Insgesamt 25 Sitze - SPD: 6 - BLB: 5 - WIR: 5 - CDU: 9 | WIR                               | Wir für Beselich                            | 18,8  | 5     | —     | —     | –     | –     | —     | —     | —     | —     |
| Sitzverteilung in der Gemeindevertretung 2021Insgesamt 25 Sitze - SPD: 6 - BLB: 5 - WIR: 5 - CDU: 9 | Die Mitte                         | Neue Mitte Beselich                         | –     | –     | —     | —     | 20,9  | 5     | —     | —     | —     | —     |
| Sitzverteilung in der Gemeindevertretung 2021Insgesamt 25 Sitze - SPD: 6 - BLB: 5 - WIR: 5 - CDU: 9 | FDP/FWG                           | Freie Demokratische Partei/FWG              | –     | –     | —     | —     | —     | —     | 12,2  | 3     | 12,1  | 3     |
| Sitzverteilung in der Gemeindevertretung 2021Insgesamt 25 Sitze - SPD: 6 - BLB: 5 - WIR: 5 - CDU: 9 | Gesamt                            | Gesamt                                      | 100,0 | 25    | 100,0 | 25    | 100,0 | 25    | 100,0 | 25    | 100,0 | 25    |
| Sitzverteilung in der Gemeindevertretung 2021Insgesamt 25 Sitze - SPD: 6 - BLB: 5 - WIR: 5 - CDU: 9 | Wahlbeteiligung in %              | Wahlbeteiligung in %                        | 54,4  | 54,4  | 50,6  | 50,6  | 50,6  | 50,6  | 48,0  | 48,0  | 57,1  | 57,1  |

### Bürgermeister

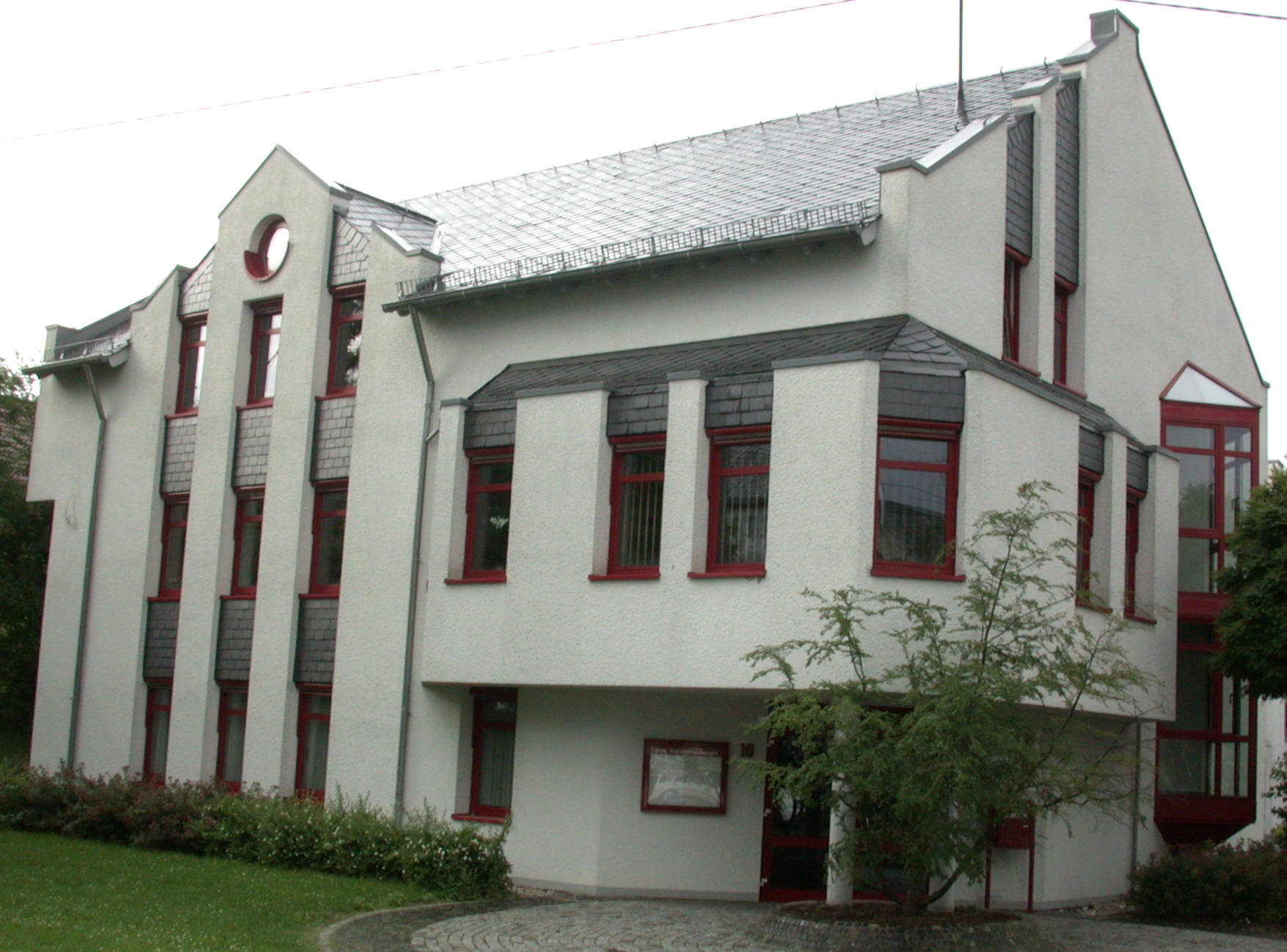
Rathaus der Gemeinde Beselich in Obertiefenbach

Nach der hessischen Kommunalverfassung wird der Bürgermeister für eine sechsjährige Amtszeit gewählt, seit dem Jahr 1993 in einer Direktwahl, und ist Vorsitzender des Gemeindevorstands, dem in der Gemeinde Beselich neben dem Bürgermeister ehrenamtlich ein Erster Beigeordneter und sieben weitere Beigeordnete angehören. Bürgermeister ist seit dem 7. April 2014 Michael Franz (CDU). Sein Amtsvorgänger Kai Müller schied in seiner ersten Amtszeit am 31. Dezember 2013 aus gesundheitlichen Gründen vorzeitig aus dem Amt. Der Erste Beigeordnete Dieter Ludwig leitete die Gemeindeverwaltung kommissarisch und die Wahl des neuen Bürgermeisters musste vorgezogen werden. Michael Franz erhielt am 23. Februar 2013 im ersten Wahlgang bei 52,4 Prozent Wahlbeteiligung 58,6 Prozent der Stimmen. Es folgte eine Wiederwahl im Oktober 2019.
Amtszeiten der Bürgermeister
- 2014–2026 Michael Franz (CDU)[17]
- 2010–2013 Kai Müller[18]
- 1998–2010 Martin Rudersdorf
- 1986–1998 Hans-Peter Wahl
- 1971–1986 Alfred Roth

### Hoheitssymbole

Bannerflagge

Die Gemeinde Beselich führt ein Dienstsiegel, ein Wappen und eine Flagge.
| Wappen der Gemeinde Beselich | Blasonierung: „Gespalten; rechts in Blau vier silberne Kreuze, links in Silber drei rote Pfähle In der Mitte belegt mit einem grünen Herzschild, darin eine silberne Kirche.“ |
| Wappen der Gemeinde Beselich | Wappenbegründung: Der Wappenschild zeigt die Farben der beiden ehemaligen Territorialherren. Die vier silbernen Kreuze erscheinen auf blauem Hintergrund für Nassau-Hadamar und die drei roten Pfähle auf silbernen Hintergrund für die Grafschaft Wied-Runkel. Die vier silbernen Kreuze symbolisieren gleichzeitig die Vierzahl der Ortsteile. In einem Herzschild in der Mitte des Wappens ist stellvertretend für die einstige Basilika des Klosters die benachbarte Wallfahrtskapelle „Maria Hilf“ abgebildet. Durch die Darstellung dieses Kirchengebäudes wird außerdem die Herleitung des Ortsnamens „Beselich“ aus „basilica“ unterstrichen. Der Herzschild besitzt die Form eines Grenzsteines und gibt den „Grenz- oder Küchenstein“ im ehemaligen Klosterbezirk wieder, der die Gebiete der beiden früheren Landesherren voneinander trennte. Seine grüne Grundfarbe versinnbildlicht die Wälder, die das frühere Kloster umschließen. Die Genehmigung des Beselicher Wappens wurde am 18. Januar 1979 im Staatsanzeiger für das Land Hessen unter Nr. 6/1979 veröffentlicht. Der Ehrenteller mit dem Wappen der Gemeinde Beselich wird als besondere Auszeichnung an verdiente Personen für langjähriges Wirken zum Wohle und Förderung des Ansehens der Gemeinde Beselich verliehen. Die Ausgezeichneten werden bei wichtigen Anlässen der Gemeinde besonders eingeladen. |

### Gemeindepartnerschaften
Die thüringische Gemeinde Kaulsdorf (Saale) ist seit Anfang Mai 1991 Partnergemeinde von Beselich. Die Partnerschaftsurkunden zwischen beiden Gemeinden wurden von den Bürgermeistern Hans-Peter Wahl (Beselich) und Hans-Jürgen Oßwald (Kaulsdorf) unterzeichnet.

## Kultur und Sehenswürdigkeiten

### Bauwerke

#### Klosterruine Beselich

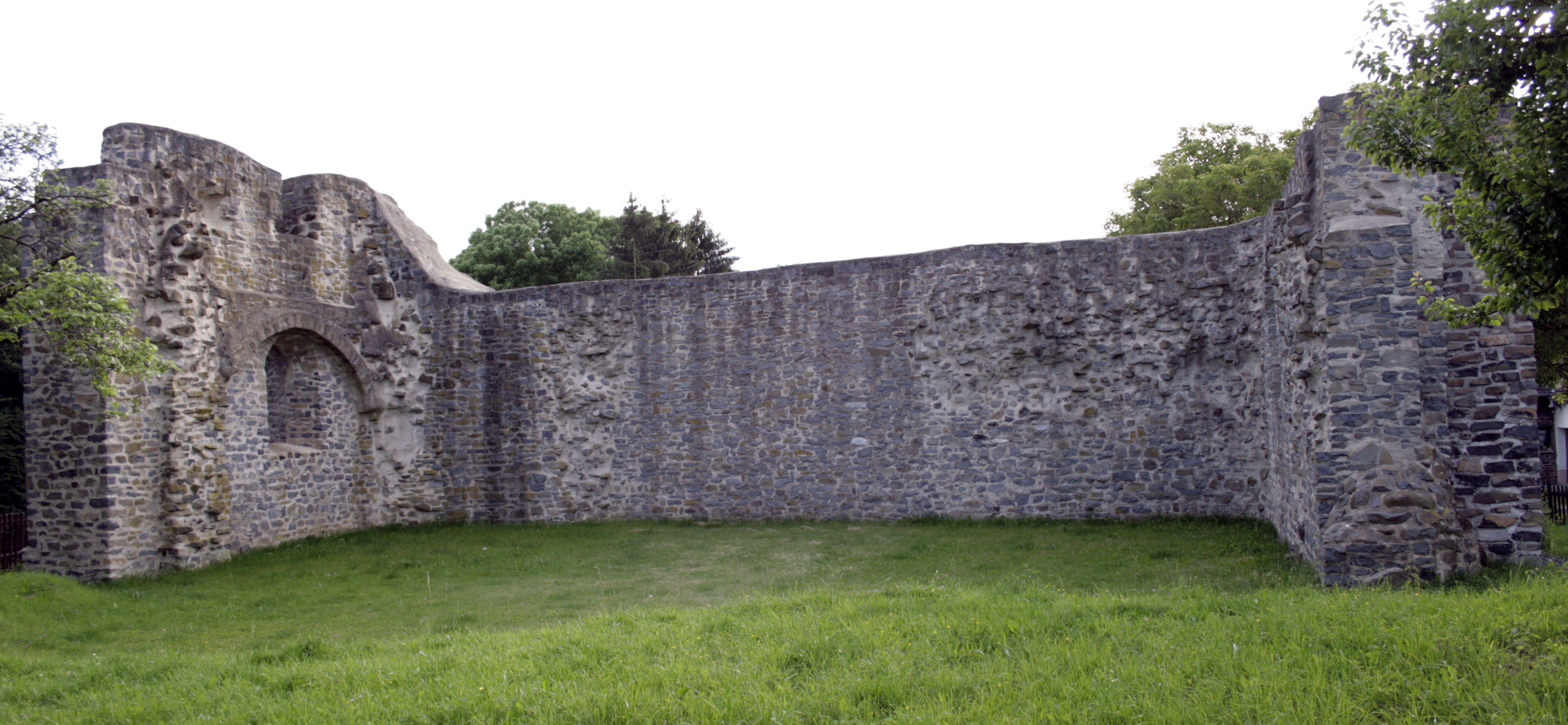
Klosterruine Beselich

Auf dem Beselicher Kopf befindet sich die restaurierte Ruine der Basilika eines ehemaligen Prämonstratenserinnen-Klosters, dessen Gründung 1163 vom Trierer Erzbischof Hillin von Fallemanien bestätigt wurde, nachdem zuvor bereits der Priester Gottfried von Beselich dort eine kleine Kirche nebst einem zehntfreien Hof errichtet hatte. Kurz nach der Klostergründung wurde die Kirche errichtet, deren Reste heute noch zu sehen sind. Bei ihr handelte es sich um eine dreischiffige romanische Basilika ohne Querschiff. Alle drei Kirchenschiffe waren von nach Osten ausgerichteten Apsiden abgeschlossen und mit jeweils fünf Säulen voneinander getrennt. Die gesamte Basilika war 37 Meter lang und 18 Meter breit.
Durch den Eintritt zahlreicher adliger Töchter und die damit verbundenen Schenkungen wurde das Kloster schnell wohlhabend. Mit einem spätestens für 1545 verbürgten Jahrmarkt am 15. Juli spielte das Kloster zudem eine wichtige wirtschaftliche Rolle. Allerdings folgten im Spätmittelalter mehrere Überfälle, nach deren letzten im 15. Jahrhundert das Kloster wirtschaftlich zusammenbrach. Im Verlauf der Reformation am Ende des 16. Jahrhunderts verließen die Nonnen das Kloster. Kurze Zeit diente die Anlage noch als Hospital, bevor sie Anfang des 17. Jahrhunderts dem Verfall preisgegeben wurde. In dieser Zeit entstanden die heutigen Gebäude des benachbarten Hofguts, die teilweise aus Steinen des Klosters erbaut wurden. 1637 gingen die Reste des Klosters in den Besitz der Hadamarer Niederlassung des Jesuitenordens über, die die Gebäude lediglich als Steinbruch nutzten. Um 1660 war die Anlage weitgehend im heutigen Zustand, in dem nur noch die Außenwand des Narthex erhalten ist. Im Jahr 1985 übernahm der „Verein zur Erhaltung der Klosterruine Beselich“ die denkmalgeschützten Baureste und begann im Folgejahr mit Restaurierungsarbeiten. Dieser Verein löste sich im Mai 2019 wieder auf. Die Ruine der Basilika ist ein oft benutzter Ausgangspunkt für landschaftlich attraktive Wanderwege.

#### Katholische Wallfahrtskapelle „Maria Hilf“

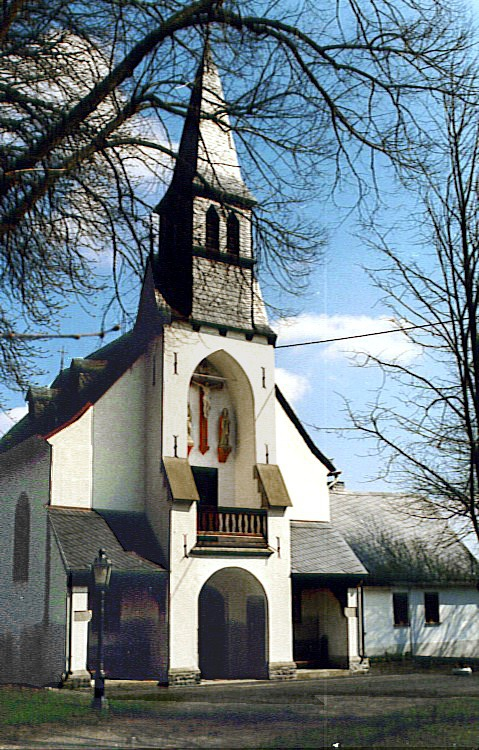
Kath. Wallfahrtskapelle „Maria Hilf“ zu Beselich

Die Kapelle „Maria Hilf“ liegt auf dem Beselicher Kopf. Diese Wallfahrtskapelle zu Ehren der 14 Nothelfer verdankt ihren Ursprung der Initiative eines Franziskaner-Eremiten, des Ordensbruders Leonhard (bürgerlicher Name: Georg Niederstraßen). Er wurde 1709 geboren und baute nach einem ausgedehnten Wanderleben von 1763 bis 1767 hier an der Stätte des ehemaligen Klosters Beselich mit Hilfe der Bevölkerung die Marienkapelle und eine Eremitage, die am 8. September 1767 eingeweiht wurden. Die Kapelle wurde im Jahr 2002 durch Spenden der Bevölkerung und mit Unterstützung des Bistums Limburg innen renoviert und größtenteils im ursprünglichen Zustand wieder hergestellt. Eine Neueindeckung des Kirchendaches erfolgte im Frühjahr 2013. Heute ist die Marienkapelle täglich das Ziel vieler Pilger und Beter. In den Monaten Mai bis August jeweils am ersten Sonntag des Monats und am letzten Sonntag im September finden eine Eucharistiefeier und eine Marienandacht mit Predigt und Sakramentalem Segen statt. Im Marienmonat Mai finden sonntags Andachten statt. Zum Gebet ist die Kapelle ganzjährig geöffnet. Auf dem Weg von Obertiefenbach bis zur Wallfahrtskapelle stehen sieben Kapellchen zum Gedächtnis der Sieben Schmerzen Mariens.
Mit Wirkung vom 23. Oktober 2012 erkennt das Regierungspräsidium Gießen die rechtsfähige kirchliche Stiftung für die Wallfahrtskapelle Maria Hilf in Beselich an, nachdem das Bischöfliche Ordinariat Limburg die Genehmigung zur Errichtung erteilt hat. Damit soll die Unterhaltung der Kapelle dauerhaft gesichert werden.
Das große Jubiläumsfest zum 250-jährigen Bestehen der Kapelle fand im September 2017 unter Mitwirkung des Limburger Bischofs Georg Bätzing und mehr als tausend Besuchern statt.

#### Bauwerke in den Ortsteilen
Die Bauwerke der Ortsteile sind in den jeweiligen Artikeln beschrieben.

### Museen

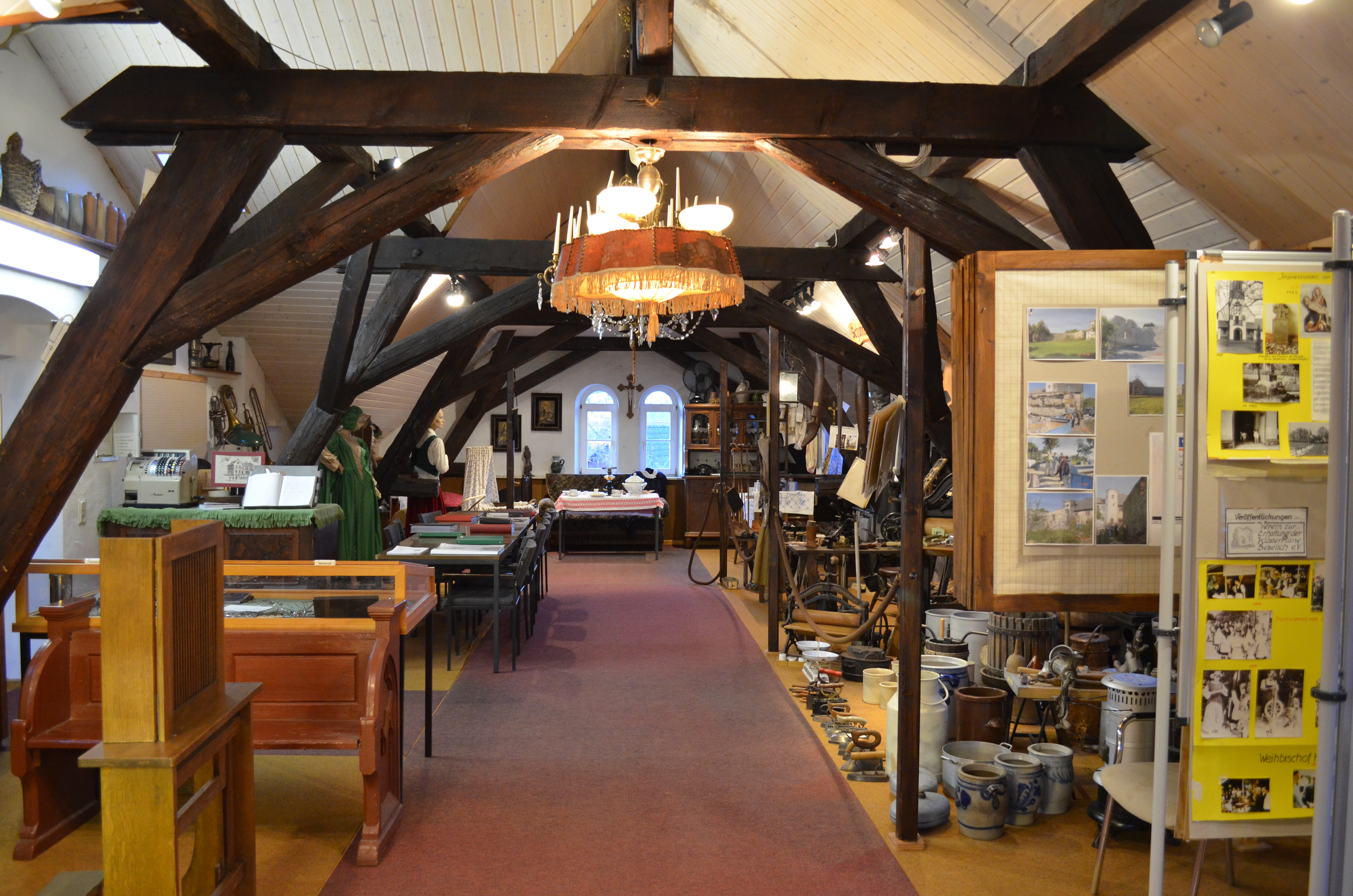
Der Hauptsaal der Heimatstube im Pfarrheims

In der denkmalgeschützten Alten Schule in Obertiefenbach wird vom katholischen Männerwerk seit 14. März 1998 die Obertiefenbacher Heimatstube betrieben. Das Museum befasst sich vorwiegend mit der Geschichte, Tradition und Kultur der Gemeinde Beselich, insbesondere des Ortsteils Obertiefenbach.

## Wirtschaft und Infrastruktur

### Wirtschaftsstruktur

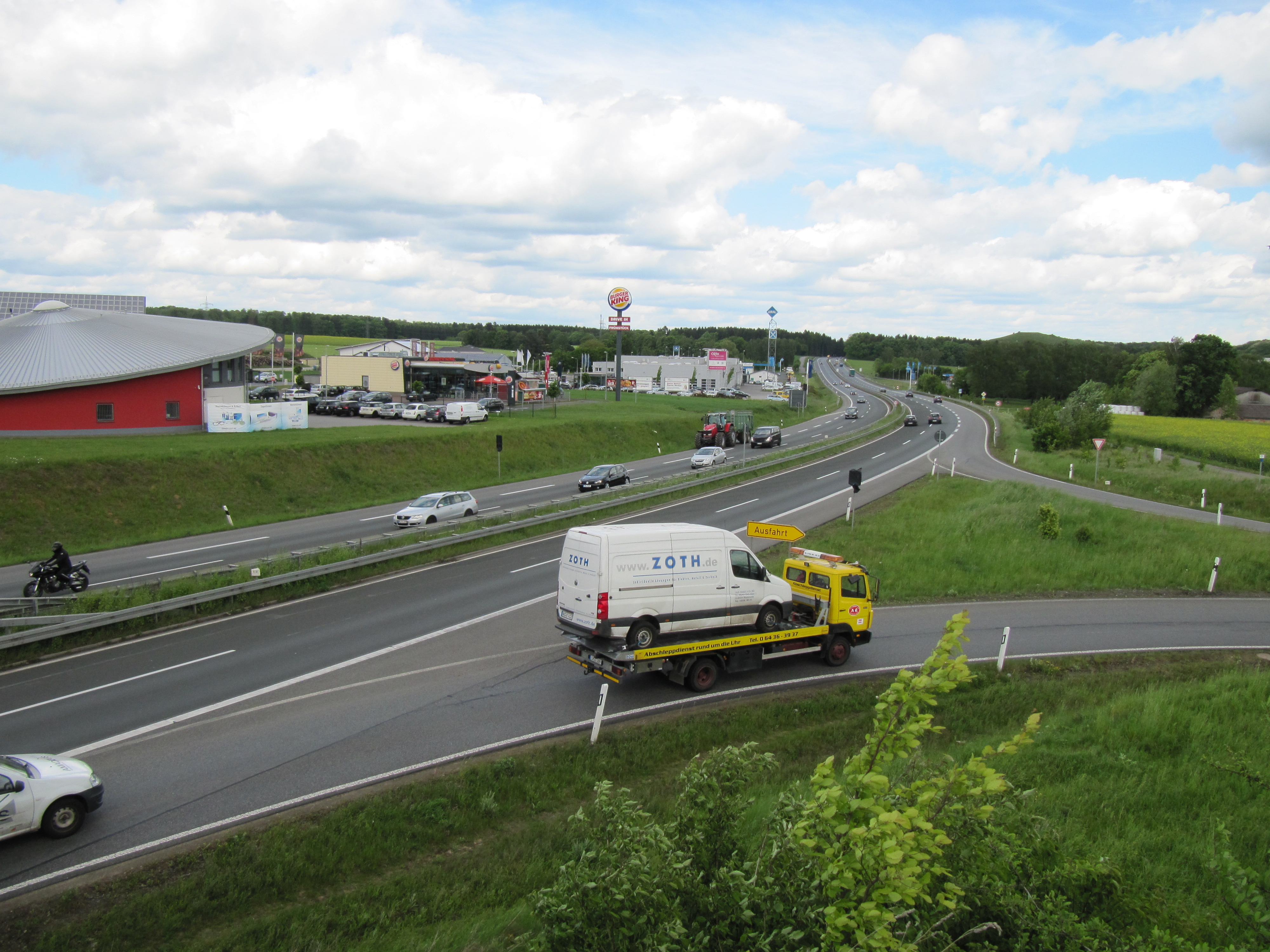
Die Bundesstraße 49 bei Obertiefenbach

Im Bereich des Ortsteils Schupbach wurde in früherer Zeit schwarzer Lahnmarmor abgebaut, das Vorkommen ist jedoch erschöpft oder nicht mehr wirtschaftlich. Bis in die heutige Zeit wird in Obertiefenbach Ton abgebaut. Der Ortsteil Obertiefenbach verfügt über ein Gewerbegebiet, in dem sich Verbrauchermärkte und weitere Einkaufsläden angesiedelt haben, sowie über das „Investzentrum“ in dem Industriebetriebe, Autohändler, Werkstätten, Logistik- und Fuhrunternehmen sowie Tankstellen beheimatet sind. Beselich ist heute im Wesentlichen eine Wohngemeinde, deren Bürger ihren Lebensunterhalt in den umliegenden Städten wie Limburg, Weilburg und Wetzlar sowie im Rhein-Main-Gebiet verdienen.

### Verkehr
Über die Bundesautobahn 3 (Anschlussstelle Limburg-Nord) in Verbindung mit der Bundesstraße 49, die seit September 2018 vollständig vierspurig direkt durch die Gemeinde Beselich führt, ist die Gemeinde gut an das überregionale Straßennetz angeschlossen. Außerdem befindet sich der Bahnhof Limburg Süd der ICE-Schnellfahrstrecke Köln–Rhein/Main in einer Entfernung von elf Kilometern. Landes- und Kreisstraßen stellen die Verbindung zu den Nachbarorten her.

### Bildung
In Obertiefenbach gibt es eine zentrale Grundschule für die Beselicher Kinder. Sie wird von etwa 250 Schülern und Schülerinnen besucht.
Kindertagesstätten bestehen in allen Ortsteilen. In Obertiefenbach befindet sich eine katholische öffentliche Bücherei.
Die Kreisvolkshochschule Limburg-Weilburg e. V. betreibt in Beselich eine Außenstelle.

### Einrichtungen

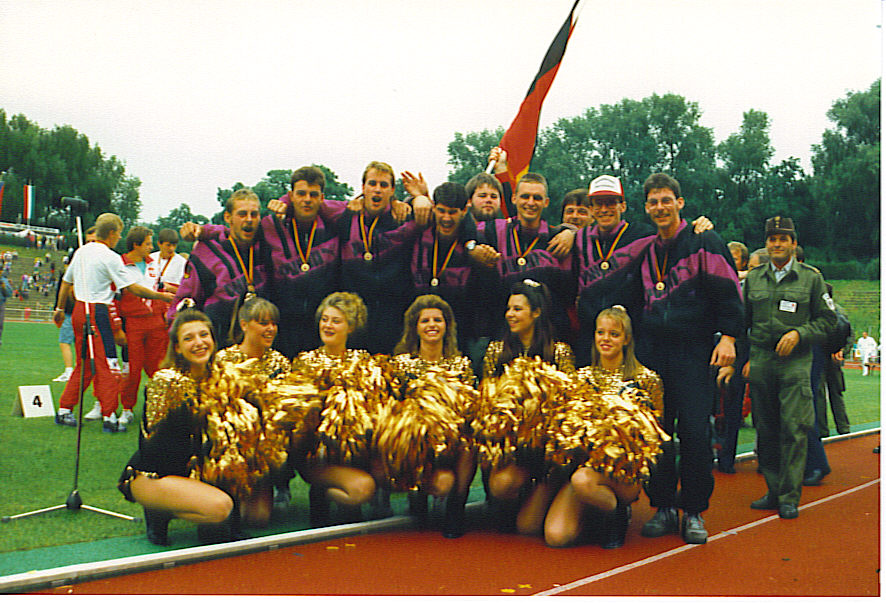
X. Feuerwehr-Olympiade des Weltfeuerwehrverbandes CTIF 1993 in Berlin, Sieger in der Disziplin Löschangriff – FF Beselich-Obertiefenbach

- Grundschule Beselich in Obertiefenbach
- Evangelischer Kindergarten „Sternenland“ Heckholzhausen
- Gemeindlicher Kindertagesstätte „Kastanienburg“ Niedertiefenbach
- Katholische Kindertagesstätte „St. Ägidius“ Obertiefenbach
- Gemeindlicher Kindertagesstätte „Eulennest“ Schupbach
- Kinderkrippe „Bärenhöhle“ in Obertiefenbach
- Freiwillige Feuerwehr Beselich-Heckholzhausen, gegr. 1925 (einschl. Jugendfeuerwehr, gegr. 2. August 1981 und Kinderfeuerwehr seit 21. August 2010)
- Freiwillige Feuerwehr Beselich-Niedertiefenbach, gegr. 1934 (einschl. Jugendfeuerwehr, gegr. 1. April 1973)
- Freiwillige Feuerwehr Beselich-Obertiefenbach, gegr. 1880 (einschl. Jugendfeuerwehr, gegr. 26. Februar 1972 und Kinderfeuerwehr seit 9. November 2008)
- Freiwillige Feuerwehr Beselich-Schupbach, gegr. 1925 (einschl. Jugendfeuerwehr, gegr. 1. Januar 1985)
- Katholische öffentliche Bücherei Obertiefenbach, seit 1951
- Seniorenzentrum „Maria Hilf“, seit Mai 2000

## Persönlichkeiten

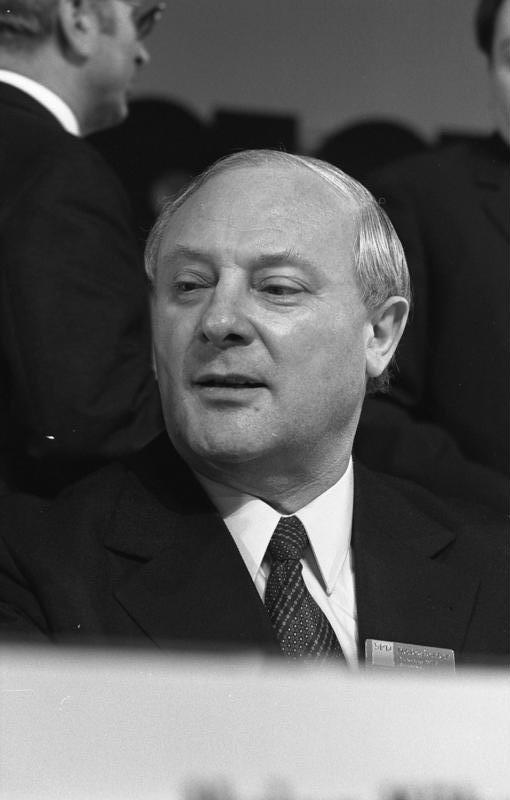
Georg Leber (1973)

- Gottfried von Beselich († um 1180), katholischer Priester, sowie Stifter und Erbauer von Klöstern, Kirchen sowie anderen Bauwerken
- Karl Josef Schlitt (1883–1960), deutscher Politiker (CDU).
- Georg Leber (1920–2012), deutscher Politiker (SPD) und Gewerkschaftsfunktionär, Bundesminister, Ehrenbürger der Gemeinde Beselich seit 1969
- Günther Geis (* 1948), ehemaliger Domdekan und Generalvikar im Bistum Limburg
- Franz-Josef Sehr (* 1951), deutscher Kaufmann, Feuerwehrmann und Feuerwehrfunktionär, Träger des Bundesverdienstkreuzes
- Hedi Sehr (* 1953), deutsche Notfallseelsorgerin und Feuerwehrfrau, Trägerin des Bundesverdienstkreuzes
- Andreas Jung (* 1960), Schauspieler